# خميس الفضة

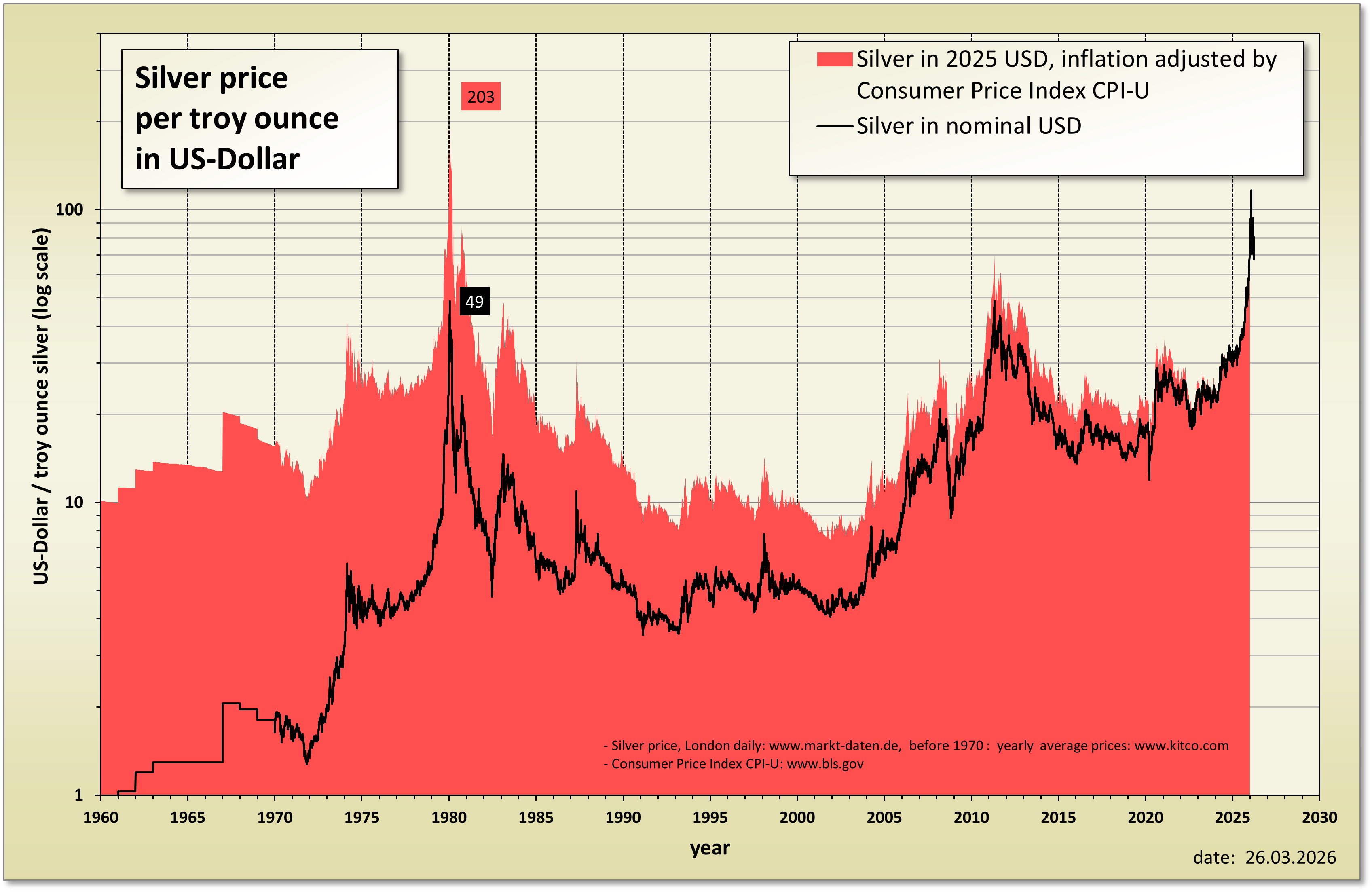
وصول سعر الفضة لذروته أواخر السبعينات قبل الانخفاض الكبير في يوم خميس الفضة.

خميس الفضة هو حدث وقع يوم الخميس الموافق للسابع والعشرين من شهر مارس / آذار سنة 1980 في سوق الفضة في الولايات المتحدة حيث انخفضت الأسعار بشكل كبير وعادت إلى مستواها الطبيعي بعدما شهدت الأسواق محاولة الأخوين «هانت» (نيلسون ووليام) احتكار السوق.

## الحادثة
حاول الأخوان نيلسون بنكر هانت وويليام هربرت هانت احتكار أسواق الفضة العالمية في أواخر السبعينيات وأوائل الثمانينيات، في محاولة للحصول على أكثر من نصف إنتاج الفضة في العالم. من خلال تجميع المعدن النفيس، وقد ارتفعت أسعار الفضة من 11 دولار للأونصة في سبتمبر 1979 إلى ما يقرب من 50 دولار للأونصة في يناير 1980. انهارت أسعار الفضة في نهاية المطاف إلى ما دون 11 دولار للأوقية بعد شهرين، حدث الكثير من الانخفاض في يوم واحد يُعرف الآن باسم «خميس الفضة»، وبسبب التغييرات في قواعد الصرف أصبحت أسعار السلع على الهامش.